# Snedeker Glacier
Snedeker Glacier är en glaciär i Antarktis. Den ligger i Östantarktis. Australien gör anspråk på området. Snedeker Glacier ligger 14 meter över havet.
Terrängen runt Snedeker Glacier är kuperad åt sydväst, men norrut är den platt. Havet är nära Snedeker Glacier åt nordost. Trakten är obefolkad. Det finns inga samhällen i närheten.